# Телеинтервью
Телеинтервью́ — (interview в переводе с англ. — «обмен мнениями») — жанр информационной публицистики, один из вариантов разговорной передачи «в лицах» обычно в составе информационных материалов телевидения — диалог, полилог, конфронтационное интервью. Также это составная часть журналистской работы в разных жанрах, которая позволяет сделать эффектный материал об интересной значимой личности, подготовить эпатирующий «экспромт» для усиления зрелищности телеигры, или добыть недостижимую другими способами, менее травмирующими эстетическое восприятие, недостающую в сюжете для зрелищности информацию. Также это источник, трансформация которого приводит к более сложным узким жанрам таким как пресс-конференция или теледебаты. Это один из психологических приемов идентификации особенностей личности — интервью как раскрытие личности для тренировки работников телевидения, которое иногда используется в жанре телеигры.

## Классификация телеинтервью
Интервью классифицируется по тематике (предмету), целям и задачам (функциям) и форме (изобразительно-выразительным и стилистическим особенностям).

## Предметно-функциональная типология телеинтервью
Телеинтервью в зависимости от цели получения информации, различают:
- Событийное (информационное) — предмет интервью — событие или факты.
- Проблемное — предмет интервью — отношение к обсуждаемой проблеме, мнение об этой теме собеседника.
- Портретное (личностное) — предмет интервью — личность собеседника, представление его персоны.

## Фазы телеинтервью
При подготовке к проведению телеинтервью выделяют следующие стадии:
- Контактоустанавливающая — приветствие, представление интервьюируемого зрителям. В этой начальной фазе задаются социальные роли собеседников, происходит настройка «эмоциональных волн», устанавливается психологический контакт.
- Основная — концентрация внимания сосредоточена на определенной проблеме, теме. Чаще всего в телевизионном интервью обсуждаются 5—10 тем, представляющие собой микродиалоги, которые имеют начало и конец.
- Заключительная — подводятся итоги беседы, журналист в завершении ещё раз представляет гостя студии, прощается с ним и с телезрителями.

## Типы телеинтервью
В зависимости от цели получения информации от интервьюируемого в телеинтервью выделяют следующие разновидности:
- Интервью-расспрос — целью такого интервью является получение новой информации.
- Интервью-обмен мнениями — в центре ставится обсуждение общезначимой проблемы.
- Интервью-портрет — создаёт образ интервьюируемого, раскрывает личность собеседника.